# Robotron-Gelände Pirnaischer Platz

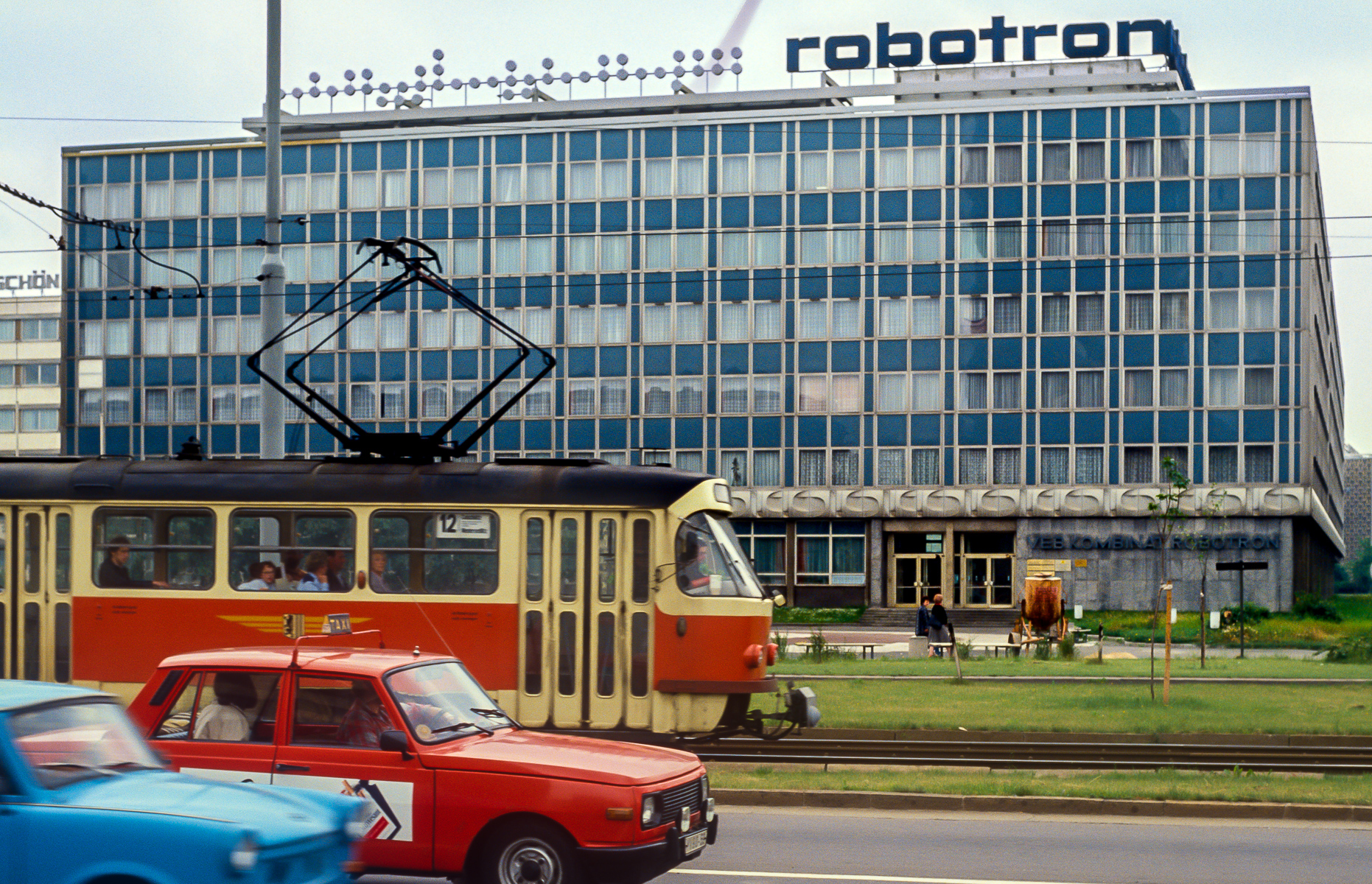
Kopfbau, Fassade zur Grunaer Straße, 1990

Auf dem Robotron-Gelände am Pirnaischen Platz in Dresden befinden und befanden sich die Gebäude der ehemaligen Leitung und des Zentrums für Forschung und Technik (ZFT) des VEB Kombinat Robotron. Das Areal liegt an der St. Petersburger Straße (ehemalige Leningrader Straße) zwischen Pirnaischem Platz und Georgplatz. Im Süden schließt sich die Bürgerwiese und in Richtung Osten unmittelbar das Hygienemuseum an das Gelände an.

## Geschichte
Die SED-Kreisleitung entschloss sich im Jahre 1968, in der Stadtmitte Dresdens einen neuen Gebäudekomplex für die Entwicklung und Herstellung von Rechentechnik an der St. Petersburger Straße gegenüber dem Neuen Rathaus zu bauen. Der 1969 bis 1972 vom VEB Wohnungs- und Gesellschaftsbau erstellte Gebäudekomplex besteht aus einem L-Bau (Kombinatsleitung, heute Motel), dem Atrium I (ZFT; 2016 abgerissen) und Atrium II (1980–2017, Robotron-Messelektronik und Betriebspoliklinik), einem Sozialgebäude (Betriebsgaststätte) sowie dem Rechenzentrum (später Teppichladen, 2016 abgerissen).
Von März bis November 2016 wurde das Atrium I abgerissen. Das Rechenzentrum wurde von November bis Dezember 2016 abgerissen. Es sollen alle Gebäude abgerissen werden, ausgenommen die Kantine im Blüherpark. Auf dem Gelände entsteht seit 2017 der Wohnpark „Lingnerstadt“.

## Beschreibung

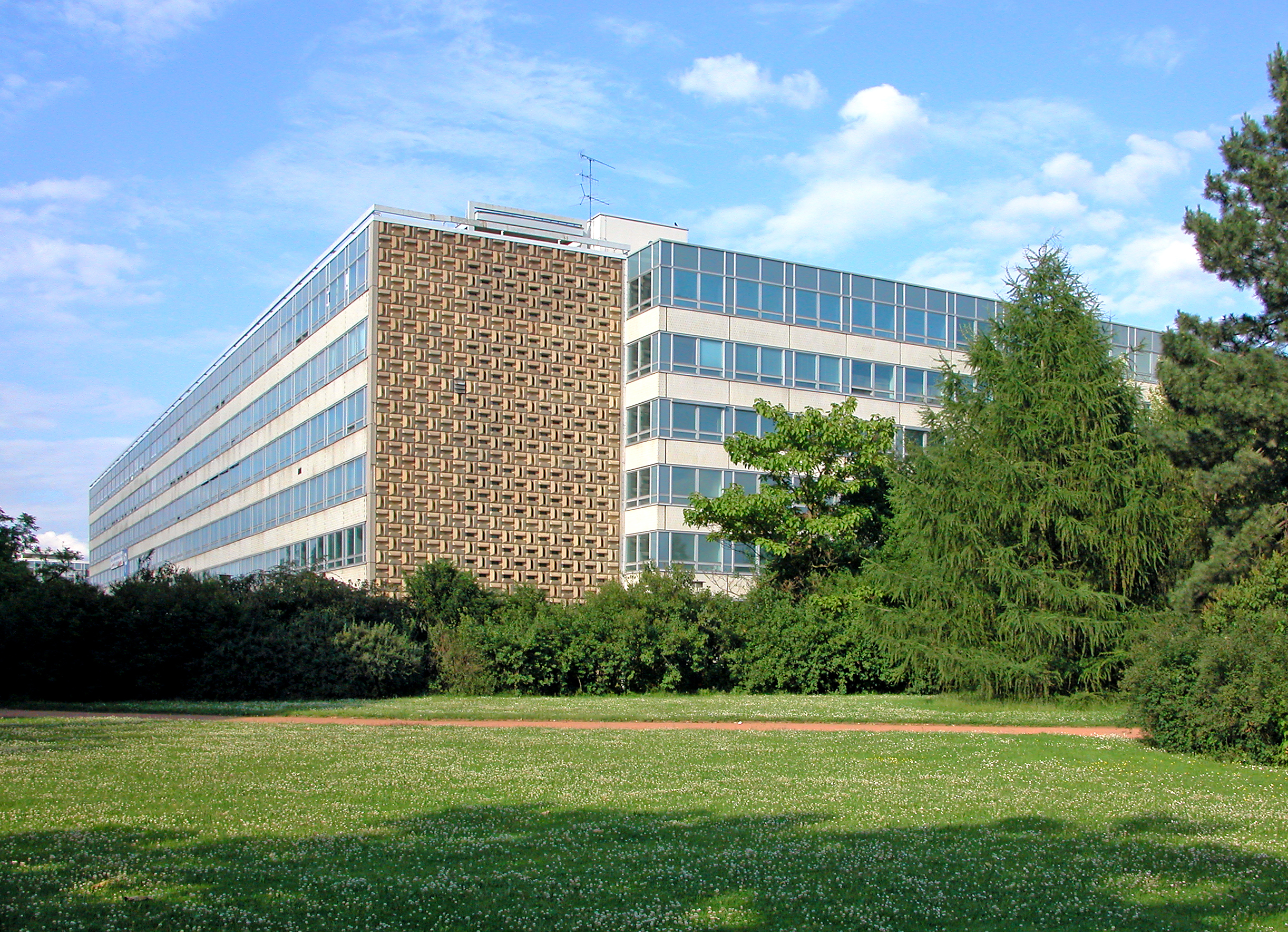
Atrium I – Bürohaus Bürgerwiese (2016 abgerissen)

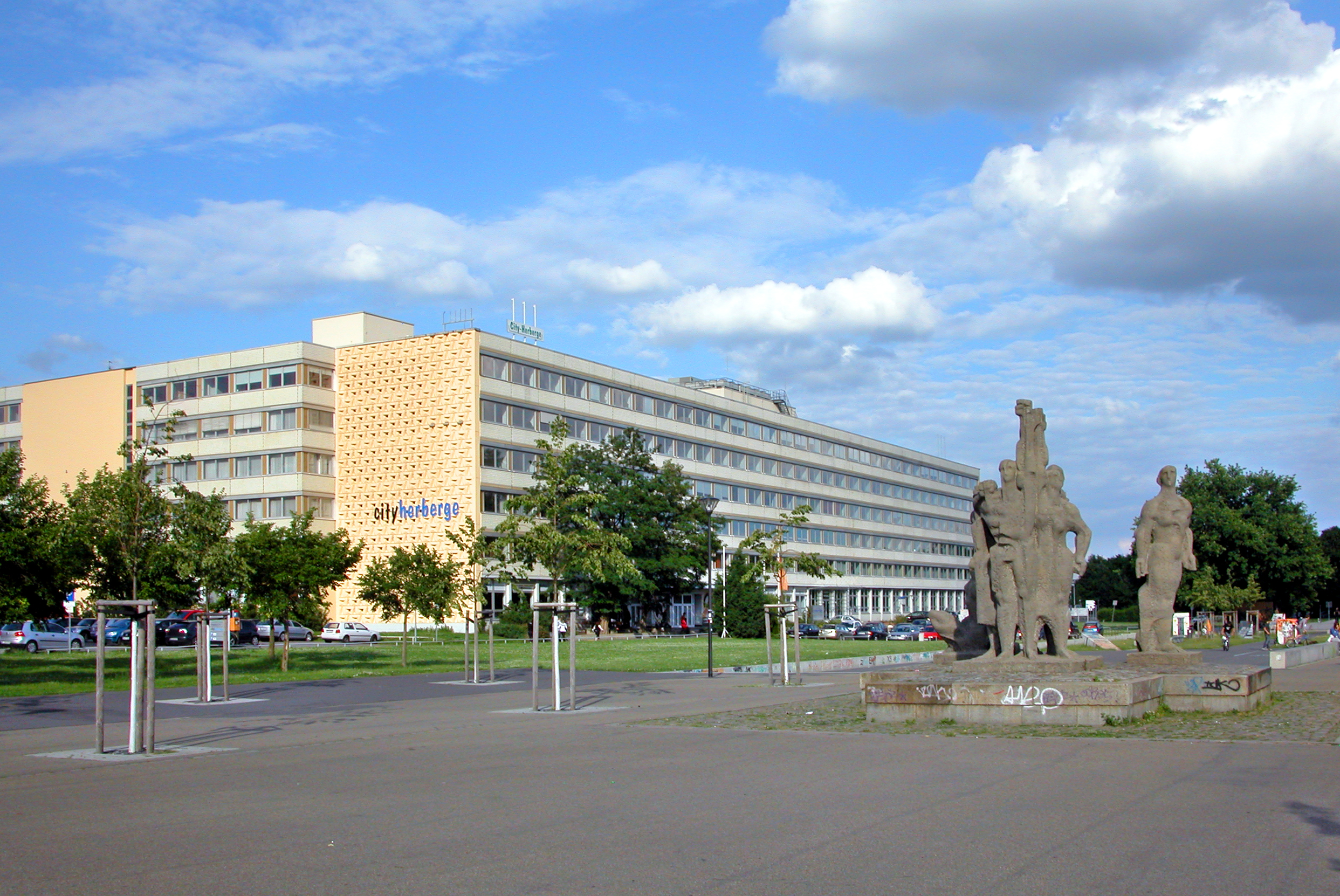
Atrium II – Bürohaus Lingnerallee

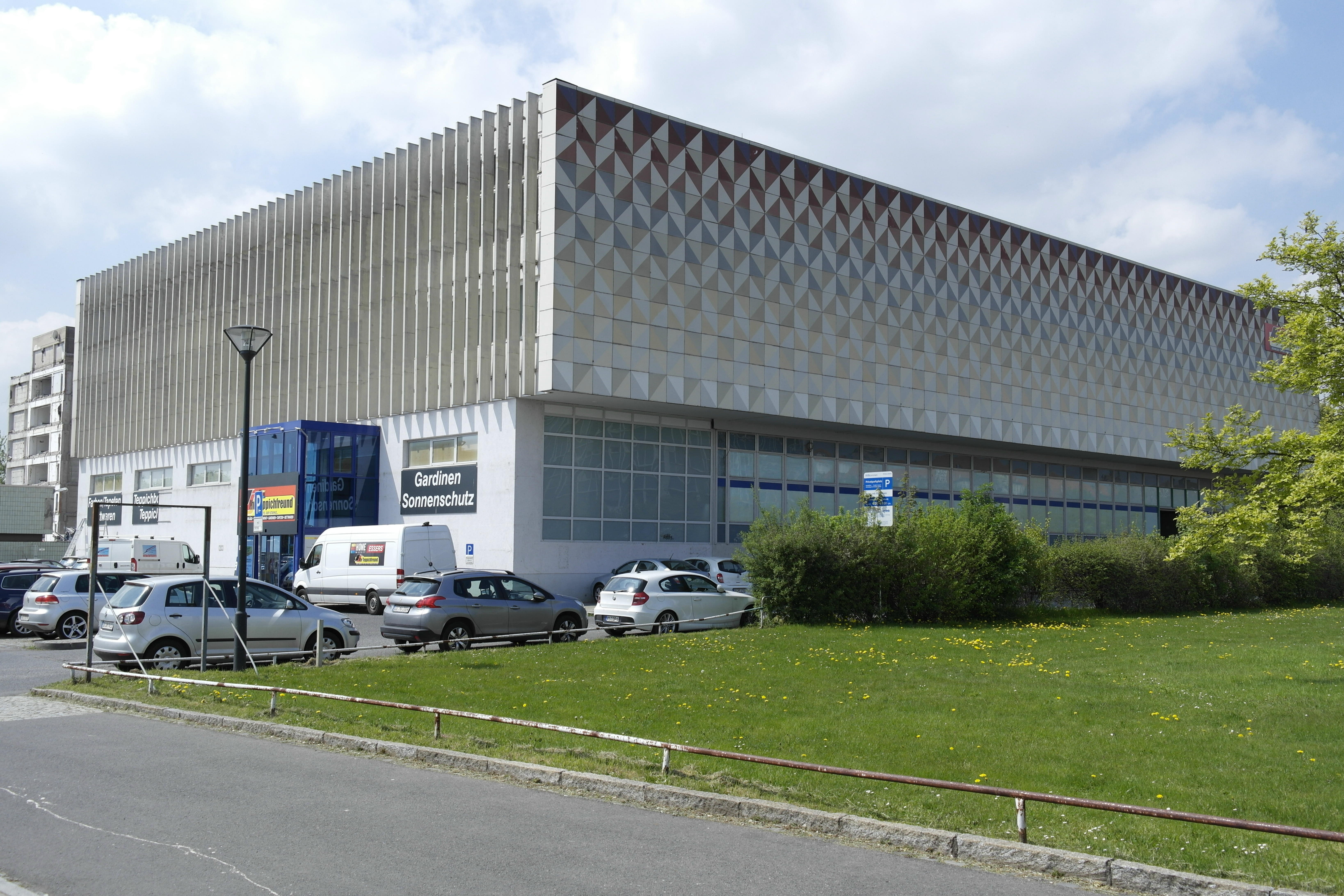
Ehem. Rechenzentrum (2016 abgerissen)

Der Gebäudekomplex wurde von einem Architektenkollektiv unter Leitung von Axel Magdeburg und Werner Schmidt projektiert. Der Dresdner Künstler Friedrich Kracht entwarf die schmückenden Betonformsteine im Stil der 1970er-Jahre. Zusammen mit Karl-Heinz Adler schuf Kracht viele dieser unterschiedlich zusammensetzbaren ornamentalen Betonelemente.
Bemerkenswert sind die aneinandergereihten Formsteinfassaden aus Beton. Die Wandgestaltung durch plastische Betonformsteine stellt das Ornament in der Moderne der DDR-Architektur der 1970er-Jahre dar. Diese wurden als besonderer Schmuck an die Stirnseite der Bürohäuser angebracht. Betonformsteine bilden auch die durchbrochenen Wandmauern außerhalb des Robotron-Areals.
Im Hof des heutigen Bürozentrums Robotron befindet sich eine Schmuckwand, bestehend aus Betonformsteinen. Durchbruchplastische Module aus Beton schmücken Wände und Mauern. Keramik-Formstein dient als Element der Fassaden- und Landschaftsgestaltung.
Der Komplex bestand aus 5 Gebäuden:
1. Kombinatsleitung – Bürohaus Pirnaisches Tor (sollte ursprünglich als einziges Gebäude erhalten bleiben; Stand 2020 ist jedoch ein Abriss ab 2025 geplant.[3][4])
2. Atrium II – Bürohaus Bürgerwiese (erstes Gebäude, das abgerissen wurde, 1980 errichtet, 2016 abgerissen); ein dekonstruktivistisches, abstraktes Glasmosaik schmückte das Treppenhaus, das beim Abriss teilweise zerstört wurde.
3. Atrium II – Bürohaus Lingnerallee (Das Gebäude sollte ursprünglich 2020 abgerissen werden. Per 2022 war es jedoch noch in Nutzung.)
4. Kantine – ein einetagiger Flachbau, 1969 bis 1972 nach Plänen des oben genannten Dresdner Architektenteams (Herbert Zimmer, Peter Schramm und Siegfried Thiel) unter Benutzung und Abwandlung vorgefertigter Wandelemente errichtet.
Es beherbergte eine Großküche, zwei Speisesäle und hatte Plätze für 800 Personen.[5] Mit Betonformsteinen war auch eine Wand im Speisesaal gestaltet.
5. Rechenzentrum (Das Rechenzentrum wurde 2016 als zweites Gebäude abgerissen, zuletzt war es eine Teppichfreund-Filiale.)

Kantine wird zum Kunsthaus

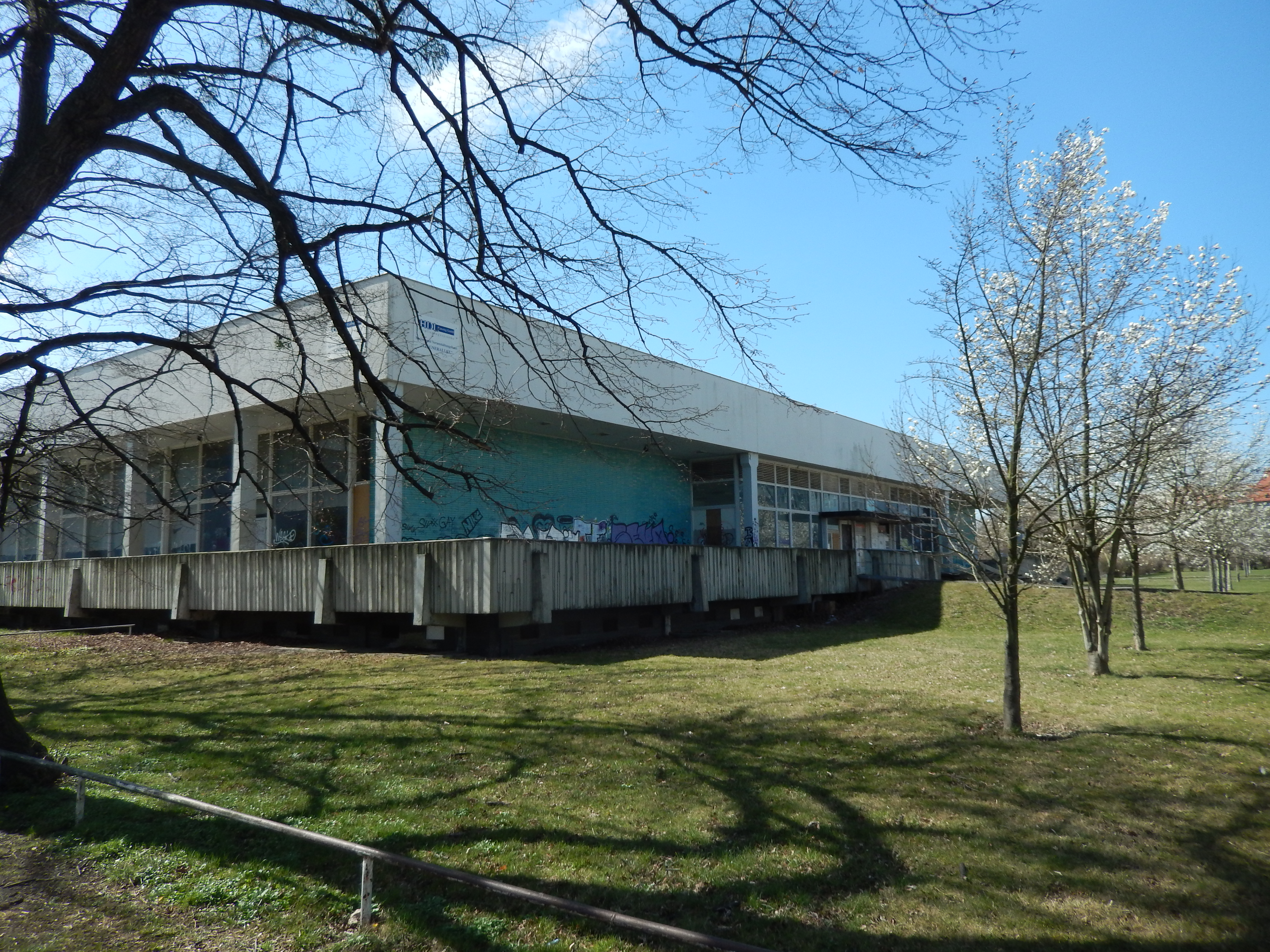
Ehem. Robotronkantine an der Lingnerallee

Es gibt Pläne der Stadt Dresden, den Kantinenbau bestehen zu lassen, zu sanieren und als Kunsthaus Dresden zu eröffnen. Nach einer zwischenzeitlichen Finanzierungsabsage will die Stadtverwaltung – laut einer Mitteilung des MDR – im Stadthaushalt für das Jahr 2026 etwa 620.000 Euro und für 2027 knapp 2,9 Millionen Euro für die nötigen Arbeiten einstellen. Eine wichtige Basis für die Realisierung ist die Zusage des Bundes, einen mehrstelligen Millionenbetrag aus dem Programm Nationale Projekte des Städtebaus auszureichen. Im Mai 2025 erhielt die Stadt Dresden die verbindliche Förderzusage des Bundesamtes für Bauwesen und Raumordnung über eine Summe von rund vier Millionen Euro. Der Beigeordnete des Bundesamtes, Stephan Kühn, nennt die Robotron-Kantine „ein Kleinod der Ostmoderne und ihre Neubelebung ein nationales Projekt, das über Dresden hinausstrahlen werde“. Eine weitere Sanierungssumme in Höhe von 1,5 Millionen Euro stellt die Familie Arnhold, die in den USA lebt, zur Verfügung. 
Das Kunsthaus besteht schon länger und hatte seine Räumlichkeiten angesichts des zu erwartenden baldigen Einzugs in die Alte Kantine bereits gekündigt. Die Kunstbiennale Ostrale soll dann ebenfalls hier stattfinden, was deren künstlerische Leiterin Andrea Hilger begrüßt: „Das ist ein toller und großartiger Schritt für die Zukunft der Robotron-Kantine“.

## Nutzung
Während der 1990er Jahre war der Abriss der Gebäude vorgesehen. Dieser Plan wurde zwischenzeitlich aufgegeben oder aufgeschoben. Teile der alten Robotron-Gebäude werden von kleineren Unternehmen genutzt. Außerdem haben aufgrund der Sanierung des Rathauses mehrere Einrichtungen der Stadtverwaltung in den Bürogebäuden Pirnaisches Tor und Lingnerallee ihren Sitz. Am westlichen Ende der Lingnerallee, in der Nähe der St. Petersburger Straße, befindet sich ein Skatepark.
Voraussichtlich 2025 wird an der Stelle ein Wohnpark mit 3000 Wohnungen entstanden sein.